# Julius Seligsohn
Julius Ludwig Seligsohn (* 7. Mai 1890 in Berlin; † 28. Februar 1942 im KZ Sachsenhausen) war ein deutscher Jurist, Vorstandsmitglied der Reichsvereinigung der Juden in Deutschland und NS-Opfer.

## Leben
Seligsohn, Sohn des Justizrates Arnold Seligsohn (1854–1939), studierte nach dem Abschluss seiner Schullaufbahn Rechtswissenschaft. Als Oberleutnant nahm Seligsohn am Ersten Weltkrieg teil. Nach Kriegsende trat er dem Reichsbund jüdischer Frontsoldaten bei. An der Universität Halle promovierte er 1921 mit der Dissertation Geheimnis und Erfindungsbesitz zum Dr. jur. Seligsohn wurde als Rechtsanwalt und Notar tätig. Als Anwalt war er spezialisiert auf gewerblichen Rechtsschutz.
Nach der Machtübergabe an die Nationalsozialisten durfte Seligsohn aufgrund seiner jüdischen Herkunft nicht mehr als Jurist tätig werden. Innerhalb der Jüdischen Gemeinde zu Berlin gehörte er ab 1924 dem Vorstand als Vertreter der liberalen Fraktion an. Ab 1933 gehörte er dem Präsidium des Hilfsvereins der deutschen Juden sowie der Reichsvertretung der Deutschen Juden an. Nach der Umbenennung der Reichsvertretung in Reichsvereinigung der Juden in Deutschland war er ab 1939 Vorstandsmitglied in dieser Organisation. Bei der Reichsvereinigung war Seligsohn bei der Abteilung Wanderung unter Paul Eppstein für den Bereich Auswandererberatung und Auswanderungsplanung zuständig. Im Jüdischen Nachrichtenblatt, einer von den Nationalsozialisten ersonnenen Vereinspublikation, stellte er seine Aufgaben als Auswandererberater dar. Seine Tätigkeit, die auch diverse Reisen nach Übersee beinhalteten, umfassten die Planung der zwangsweisen Auswanderung der Juden sowie deren Finanzierung und Verwaltung.

„So harren viele Frauen und Männer, die mindestens so auswanderungsfähig wären wie ihre Schutzbefohlenen, jahrelang in treuer Pflichterfüllung aus. Die Öffentlichkeit kennt und nennt nicht ihre Namen. Aber ein dankbares Andenken bewahrt ihnen so mancher, der durch ihren Beistand den Weg in die Ferne gefunden hat. Und wenn einst der Geschichtsschreiber unseres Volkes den Auszug der jüdischen Menschen aus diesem Lande beschreibt, so wird er ein ehrendes Denkmal dem Auswandererberater setzen, der die Hauptlast unseres Ringens um jüdische Auswanderung in diesen Zeiten getragen hat.“

Seligsohns Frau und zwei Kinder emigrierten schon 1938 in die Niederlande. Seligsohn selbst setzte seine Tätigkeit bei der Reichsvereinigung fort, obwohl er für seine Familie und sich bereits die Ausreisepapiere hatte und sich nach Beginn des Zweiten Weltkrieges im Ausland aufhielt. Seine Frau und Kinder konnten im September 1939 in die USA nach New York City auswandern.
Aufgrund seines öffentlichen Protestes gegen die Deportationen von Juden aus Baden und der Pfalz im Oktober 1940 durch Ansetzen eines reichsweiten Fastentages wurde er im November 1940 durch Gestapo-Angehörige festgenommen und kurz darauf in das KZ Sachsenhausen eingeliefert. Von der Reichsvereinigung setzte sich Eppstein bei dem im Eichmannreferat tätigen Fritz Wöhrn mehrfach erfolglos für die Freilassung Seligsohns ein. Seligsohn starb im KZ Sachsenhausen am 28. Februar 1942 angeblich an einer Lungenentzündung. Auch nach Esriel Hildesheimer kam Seligsohn im KZ Sachsenhausen ums Leben.
Im Juni 1942 fand in der Synagoge des Jewish Theological Seminary of America die Trauerfeier für Julius Seligsohn unter Teilnahme seiner Frau und Kinder statt. Die Trauerrede hielt Max Grünewald, ein emigrierter Rabbiner und Freund Seligsohns.

„Wenn einst die Geschichte des deutschen Judentums dieser Jahre geschrieben werden wird, wird man finden, dass in der Person dieses charakterstarken Mannes das Schicksal der deutschen Juden, des Einzelnen wie des Volkes, symbolisch beschlossen lag. Was Julius Seligsohn war, das ist für alle Zeiten aufgehoben und bewahrt in der ewigen Seele des jüdischen Volkes.“

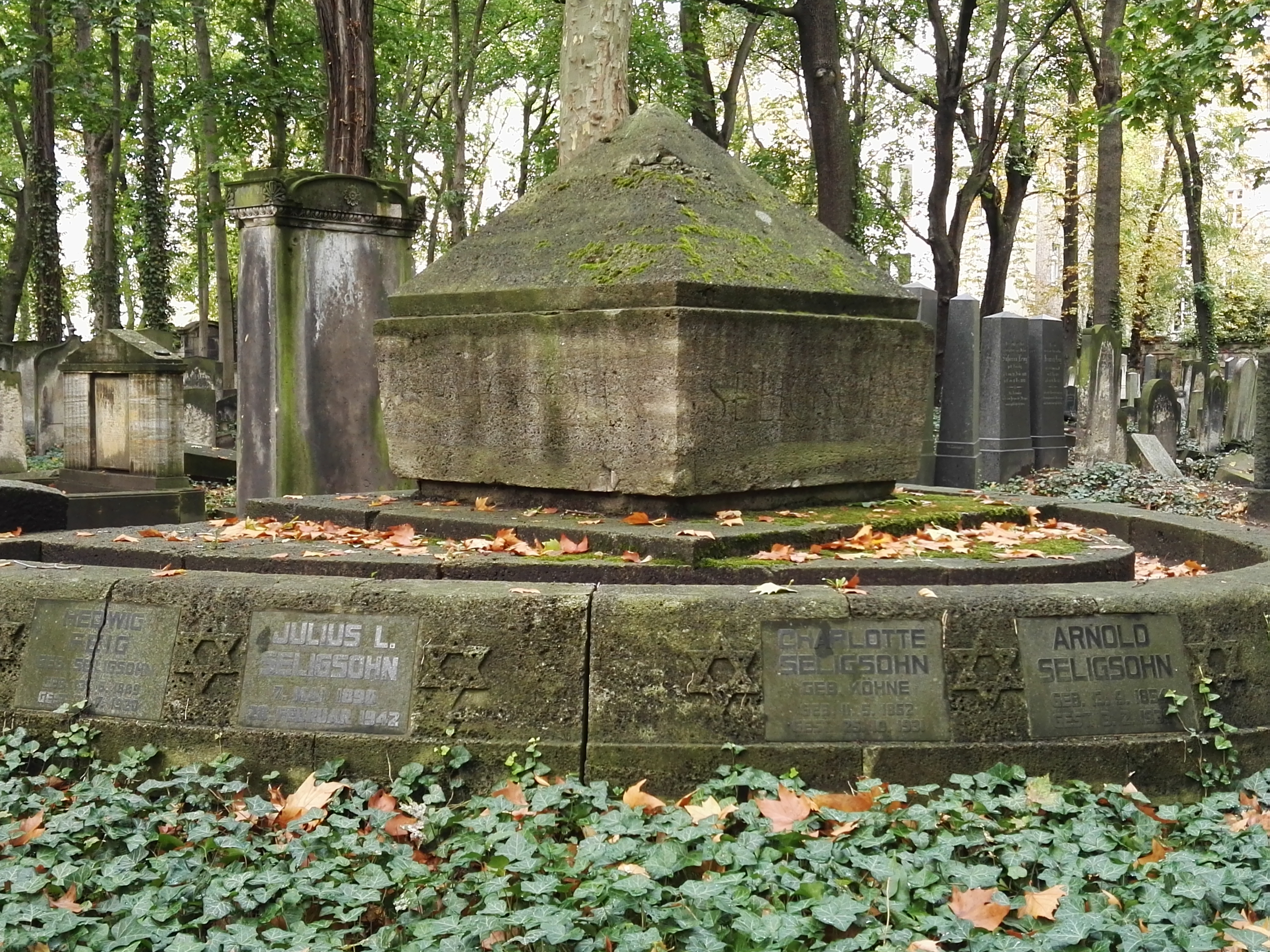
Grabstätte

Er ist auf dem Jüdischen Friedhof Schönhauser Allee bestattet.